# Charlie Harper
Charles Francis "Charlie" Harper é um personagem fictício protagonista da série de televisão sitcom Two and a Half Men, criado por Chuck Lorre, e é interpretado por Charlie Sheen. Charlie tem uma boa vida mudada quando seu irmão Alan e seu sobrinho Jake vem morar junto com ele. Após uma série de atritos com o produtor, Charlie Sheen foi demitido da série e substituído por Ashton Kutcher na 9ª temporada.

## Biografia
Charlie é um homem rico, com boa vida e solteirão. Vive em uma casa de praia em Malibu, é um pianista e compositor de jingles. Vive com belas mulheres, saindo em noitadas, e sempre bebendo. Ele vê sua vida virar, quando seu irmão Alan vem morar junto a ele, trazendo seu filho também, Jake. No começo Charlie não aceita a ideia, mas acaba deixando eles ficarem por causa do amor que ele começou a sentir pelo sobrinho. Mas isso não foi motivo para ele parar de sair com mulheres. Além disso Charlie não sabe dizer não a uma mulher. Sempre usando uma camisa de boliche,um shorts,uma meia longa e um sapato bege (nas maiorias das vezes). Ele uma vez se envolveu com Rose, que nunca mais deixou ele em paz. Charlie já foi para o altar um vez com Mia, mas o casamento não deu certo. Charlie também não tem um bom relacionamento com sua mãe Evelyn. Muitos dizem que ele ficou se envolvendo com mulheres e bebendo por causa de seu mau relacionamento com a mãe. Ele tem uma empregada, Berta que já trabalha para ele há anos.

### Morte
Charlie Harper morreu em Paris atropelado por um trem do metrô.  O primeiro capítulo da 9ª temporada começa com o funeral de Charlie, mostrando um caixão fechado e suas tradicionais roupas de boliche penduradas num cabide.Rose, a viúva, contava sobre seus dias felizes em Paris junto com seu amado Charlie quando, certo dia, ela voltou das compras e flagrou Charlie com uma mulher na banheira. No dia seguinte, continuava Rose, ele escorregou da plataforma do metrô e foi atropelado pelo trem que "explodiu seu corpo como um saco cheio de carne". Berta nota o que aconteceu e diz baixinho: "Nunca desafie uma mulher louca".  Para Alan e Berta fica sub-entendido que ele foi empurrado por Rose.
No último episódio da série, na 12ª temporada após uma série de acontecimentos estranhos, Rose confessa a Alan, Evelyn e Walden que Charlie estava vivo e que ela o manteve por 4 anos como refém em um porão, vivendo em um poço do qual o mesmo havia escapado utilizando uma corda que fez com suas camisas de boliche, durante o episódio Walden e Alan recebem diversas ameaças de Charlie, no final do episódio Charlie é esmagado pelo seu piano ao tocar a campainha da casa.
O personagem aparece apenas de costas, já que foi usado um dublê para a cena.
Na sequência um piano também cai sob a cabeça do produtor da série, Chuck Lorre, logo após o mesmo pronunciar em inglês a frase 'winning' que seria uma tradução de 'venci', frase constantemente utlizada pelo ator Charlie Sheen.

## Relação com a família

### Alan
Depois de adulto, Charlie pensa que foi um péssimo irmão mais velho e que não lhe deu a devida orientação para a vida, principalmente com as mulheres. Charlie acha que Alan não tem mais jeito e quer impedir que o filho fique igual ao pai. E faz isso da pior maneira possível: com total desprezo pelos princípios morais, o que leva Alan à loucura.

### Jake
Jake (Jacob) é sobrinho de Charlie. Ele tenta dar conselhos ao sobrinho para que não faça os mesmos erros que o pai. Sua relação com Jake é de certa forma entre pai e filho, dando a devida atenção que o pai não saberia lidar com alguns assuntos, como por exemplo mulheres e bebidas.

### Evelyn
Mãe de Charlie e Alan, e avó de Jake. Ela já teve quatro maridos. É uma bem sucedida corretora. Tem uma casa em Beverly Hills. Nunca teve um bom relacionamentos com os filhos e neto, e sempre acabando com o alto astral de todos.